# عزیز و نگار
عزیز و نگار، داستان دو دلداده از منطقه آردکان شهرستان طالقان است که قدمت آن به چند قرن می‌رسد. به احتمال قریب به یقین، باید داستان عشق عزیز و نگار را آخرین حلقه گمشده دلدادگی عاشقان دانست که بارها در تاریخ ادبیات فارسی شاهد برخی از آنها بوده‌ایم.
عزیز و نگار نیز چون باقی عاشقان، پس از طی مرحله عشق زمینی ـچنانچه عارفان بر آن قائلند- به عشق آسمانی دست می‌یابند و جالب اینکه جز در عزیز و نگار چاپ شرکت نسبی کانون کتاب که در آن عاشق و معشوق به خیر و خوشی به هم می‌رسند و داستان به پایان می‌رسید، در باقی روایت‌ها شاهد غرق شدن آن‌ها در شاهرود یا غیب شدنشان هستیم. در روایت کمالی دزفولی هر دو سنگ می‌شوند. روایتی که موثق تر است غرق شدن آنها در رودخانه شاهرود است.
این عشق‌نامه در گویش طالقانی نمود پیدا کرده‌است و مردم روستاهای منطقه طالقان، رودبار، الموت، تنکابن، اشکور و غیره که با نسخه‌های دست‌نویس و روایت‌های سینه به سینه این عشق‌نامه آشنا بودند، به مرور به نسخه چاپی داستان عزیز و نگار دست یافتند. هر روستا کتابخوانی داشت که با خرید این کتاب مجلس آرای شب‌نشینی‌ها و جمع‌های خانوادگی شود. در عین حال، عزیزخوان‌ها و نگارخوان‌ها نیز بر رونق روزافزون این داستان افزودند. در حال حاضر ترانهٔ عزیز و نگار به زبان طالقانی توسط آقای آوش میرقادری خوانده شده که بسیار زیبا بوده و مورد استقبال اهالی طالقان شده‌است.
لازم است ذکر شود ترانه‌سرای این اثر شاعر خوش‌ذوق طالقان محمد حبیبی از اهالی روستای نویزک می‌باشد.
اکنون و پس از گذشت سال‌ها به رغم چاپ و انتشار داستان‌های گوناگون معاصر، همچنان داستان عزیز و نگار ارزش خود را حفظ کرده‌است و پیرمردان و پیرزنان روستایی در زمان‌های مختلف و به مناسبت‌های گوناگون، به زمزمه اشعار این داستان می‌پردازند.

## نسخه‌ها
- نسخه خطی به زبان رودباری
- نسخه عبدالرحمن عمادی
- نسخه منظوم، اثر طبع سید علی کمالی دزفولی، تاریخ سرایش ۱۳۳۰ شمسی. این نسخه ادبی‌ترین نسخه عزیز و نگار است.
- نسخهٔ منظوم، اثر محمدعلی اکبریان به مثنوی و قدیمی‌ترین نسخه چاپی آن نیز پیش از سال ۳۱ توسط وحدت ملی به انتشار رسید.[۱]

## مشخصات چاپ
روایت‌های مختلفی از منظومهٔ عزیز و نگار تاکنون چندین بار با مشخصات زیر به چاپ رسیده‌است.
- اک‍ب‍ری‍ان، م‍ح‍م‍دع‍ل‍ی، ع‍زی‍ز و ن‍گ‍ار طال‍ق‍ان‍ی، ت‍ه‍ران: ن‍ش‍ر ف‍ض‍ی‍ل‍ت، ۱۳۷۵؛ ۱۵۰ ص.
  - اک‍ب‍ری‍ان، م‍ح‍م‍دع‍ل‍ی، دی‍وان ع‍زی‍ز و ن‍گ‍ار طال‍ق‍ان‍ی، وی‍رای‍ش ۲، ت‍ه‍ران: زع‍ی‍م، ۱۳۸۱؛ ص ۲۸۷.
- پ‍ورزاه‍د، ح‍س‍ن، ‏‫زندگی‌نامهٔ عزیز و نگار، تهران: تالار کتاب‏‫، ۱۳۹۷؛ ۱۸۰ ص.
- س‍رگ‍ذش‍ت ع‍زی‍ز و ن‍گ‍ار، ب‍ه‍ت‍ری‍ن ح‍ک‍ای‍ت‌ه‍ای خ‍وان‍دن‍ی و ش‍رق‍ی، ت‍ه‍ران: ش‍رک‍ت ن‍س‍ب‍ی ک‍ان‍ون ک‍ت‍اب، ۱۳؛ ص ۴۸.
- ع‍ب‍اس‍ی، ه‍وش‍ن‍گ، ‏‫سه روایت از افسانهٔ عزیز و نگار، رشت: بلور‏‫، ۱۳۸۹؛ ص ‏‫۱۳۶.
- علی کمالی دزفولی، علی، عزیز و نگار، [بی جا]: علی کمالی دزفولی، ۱۳۷۹؛ ص ۷۹.
- ع‍ل‍ی‍خ‍ان‍ی، ی‍وس‍ف، ع‍زی‍ز و ن‍گ‍ار: ب‍ازخ‍وان‍ی ی‍ک ع‍ش‍ق‍ن‍ام‍ه، ت‍ه‍ران: ق‍ق‍ن‍وس‏‫، ۱۳۸۱؛ ص ۲۵۶.
- ل‍طف‍ی، ع‍ل‍ی، ع‍زی‍ز و ن‍گ‍ار: ب‍ازآف‍ری‍ن‍ی ی‍ک داس‍ت‍ان ع‍ش‍ق گ‍م‍ن‍ام، ت‍ه‍ران: م‍ی‍ن‍و، ۱۳۸۳؛ ص ۲۰۴.
- سردشتی، اله‌بداشت، عزیز و نگار سرگذشت دو عاشق حقیقی، [بی جا]: [بی نا]، ۱۳۵۸؛ ص ۴۸.
- شرافتی، ابوالحسن، عزیز و نگار‮‬‏‫: برداشتی از نوشتهٔ الله بداشت‌سردشتی‮‬‮‬‮‬‏‫، ‏‫تهران‮‬‏‫: آرون‮‬‏‫، ۱۳۹۵؛ ص ‏‫۱۱۴.